# 袋狼
袋狼（學名：Thylacinus cynocephalus），现已全部灭绝，因其身上斑纹似虎，又名塔斯马尼亚虎，曾广泛分布于新几内亚热带雨林、澳大利亚草原等地，後因人類活動只分布於塔斯馬尼亞島。袋狼是近代體型最大的食肉有袋類動物，和其他有袋動物一样，母体有育儿袋，產下不成熟的幼獸，在育兒袋中發育，為夜行性动物。

## 歷史
现代袋狼的最早记录来自早更新世，已知最古老的化石记录来自澳大利亚东南部，年代在卡拉布里亚期，距今大约177到78万年。 袋狼科至少包括8个属的12个物种，迪森袋狼（Nimbacinus dicksoni）是这7种被发现的化石中，年代最久远的物种，可追溯至2300万年前，也是体形最小的。袋狼曾廣泛生活於澳洲和新幾內亞，5千年前，澳洲野犬随人类进入澳大利亚，与食性相同的袋狼发生争鬥，袋狼随后从新几内亚和澳大利亚草原渐渐消失，仅在大洋洲的塔斯马尼亚岛上还有生存。澳大利亞的原住民首次接觸袋狼，已發現許多袋狼雕刻在岩石上，可以追溯到至少公元前1000年。
但自1770年英国探险家詹姆斯‧庫克到澳大利亚探险以来，因为被懷疑袭击羊群，所以被牧民所痛恨，然而多數事件的元兇其實是流浪犬。移民们把袋狼視為敌人，認為其為「殺羊魔」，並且在政府的獎賞制度鼓勵下进行大肆屠杀，加上其他因素——可能是疾病，狗的引入，和人類侵佔其棲息地——使其近乎絕跡。1888年塔斯馬尼亞政府更以每隻袋狼頭獎勵1英鎊，鼓勵農民殺死袋狼，此獎金計劃直至1909年停止。
1933年有人捕获一只袋狼， 饲养在赫巴特动物园，1936年因管理員疏忽曝曬而死亡，此后再没有活袋狼存在的消息。

## 特徵
袋狼的描述各有不同，描述來自作為證據的標本，化石記錄，皮膚和骨骼遺骸，黑白的照片和電影以及人工飼養袋狼。
袋狼就像一隻大而短毛有長尾巴的狗。牠有棕黃色的皮毛，肚子是奶油色的，在其背部臀部有獨特的深色條紋，因而獲得了特色綽號“老虎”。牠的體毛濃密而軟，長約15毫米（0.6英寸），耳朵直立，長約8厘米（3.1英寸）。
成熟的袋狼身長100〜130厘米（39至51英寸），加上尾巴，約50至65厘米（20至26英寸）。測得最大樣本從鼻子到的尾巴身長為290厘米（9.5英尺）。成年袋狼的身高約60厘米（24英寸），體重20〜30公斤（40至70磅），與雄性袋狼平均比雌性大。早期的科學的研究表明，它擁有敏銳的嗅覺，這使得它能夠追踪獵物。

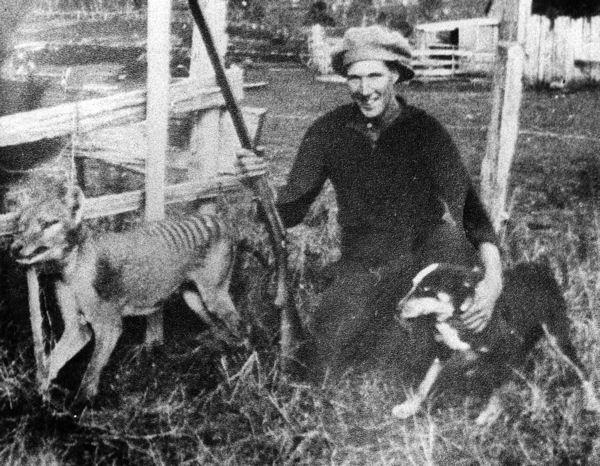
Wilf Batty在野外殺死最後一隻袋狼

袋狼是肉食性動物。牠肚子上的肌肉和骨架能有效地脹大，能使袋狼吃下大量的食物。袋狼的獵物包括有袋鼠，小袋鼠和袋熊，鳥類和其他小動物，例如負鼠。

## 絕滅

### 從澳大利亞大陸的消失
澳大利亚大陆袋狼最年轻的放射性碳定年结果为约3500年前，估计灭绝时间约为3200年前，与袋獾的灭绝同步，也与澳洲野狗的最早记录以及人类活动的加剧时间密切相关。

### 從塔斯馬尼亞滅絕
雖然袋狼消失於澳洲大陸，但部分袋狼仍在塔斯馬尼亞州生存直到20世紀30年代。在此期間，人類很少看見牠們，但慢慢開始袋狼攻擊羊事件增加，導致推行獵殺袋狼賞金計劃，企圖控制牠們的數量，這可能是導致袋狼完全滅絕的主要原因。但是，袋狼完全滅絕可能由多種因素導致，其中包括歐洲殖民者引入野狗競爭，其棲息地受破壞，以及犬瘟熱病也影響了許多袋狼，在20世紀20年代末，袋狼已成為極為罕見的野生動物。已知最後一隻野生袋狼在1930年塔斯馬尼亞東北的小鎮Mawbanna被一個農民Wilf Batty打死。尽管自1901年以来就一直有保护运动呼吁保护袋狼，但政治上的困难使得任何形式的保护直到 1936年才生效。塔斯马尼亚州政府对该物种的官方保护来得太晚了，它于 1936年7月10日才开始实施，已知最后一只袋狼在圈养中死亡的59天前。随着这只人工饲养袋狼的死亡，這個物種宣告滅絕。

### “本傑明”
最後已知的袋狼（它的性别從未被證實）在1933年住進霍巴特動物園，后在那裡度过了三年。1936年9月7日，這袋狼死於極端高溫。這只袋狼最為人所知的62秒黑白色畫面電影拍攝於1933年。它的名字长期以来被讹传为“本杰明”，以至于人们至今仍常常这样称呼它。同时，有研究者认为这只雄性袋狼并非已知最后去世的袋狼，有一只雌性袋狼比它去世的更晚，这只袋狼的皮毛标本保存在塔斯马尼亚博物馆。

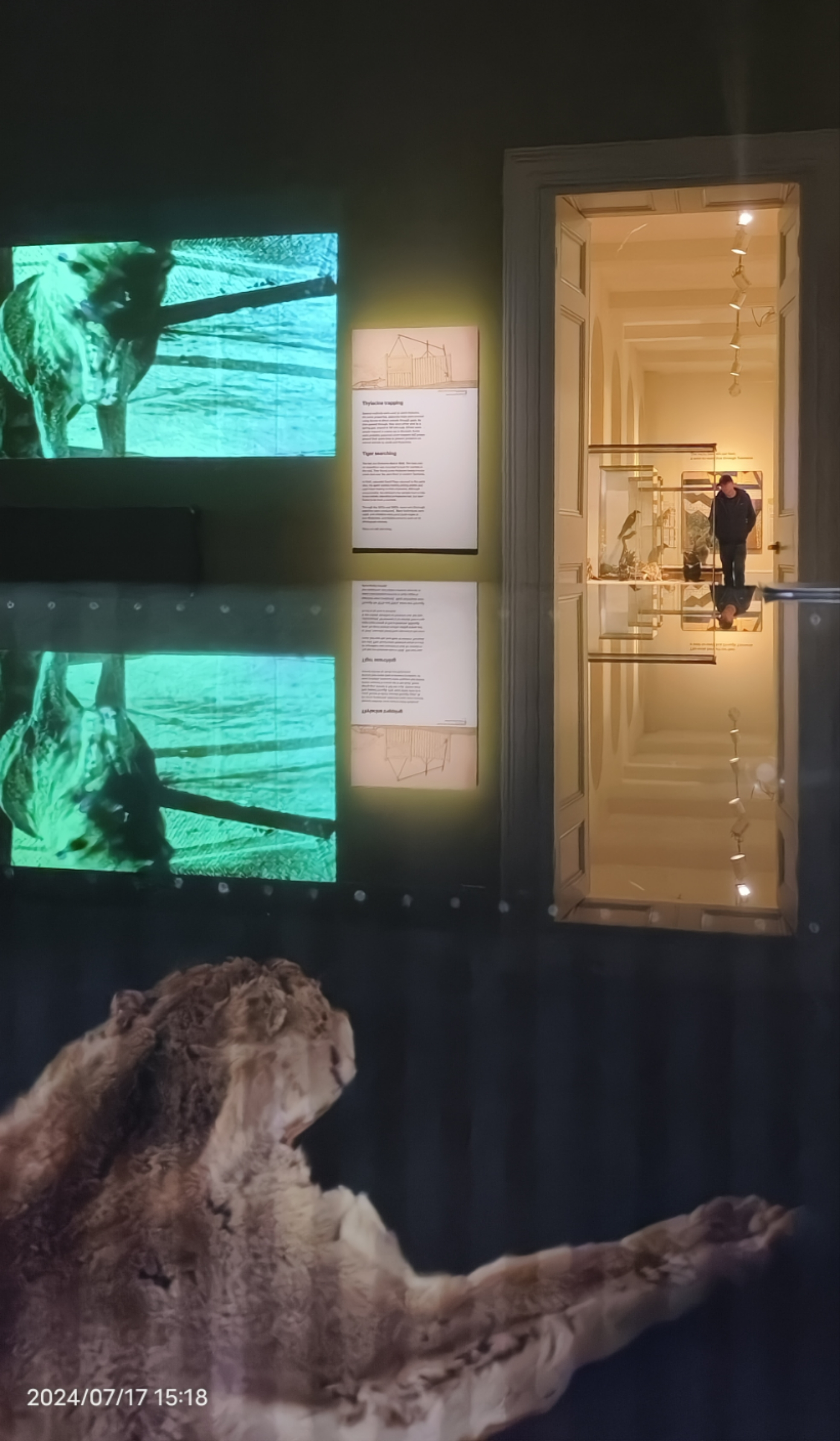
塔斯马尼亚博物馆的袋狼展厅

## 複製復活
1999年澳洲博物館館長麥克‧阿契在悉尼博物館發現一個自1866年被保存在酒精中的小袋狼標本，麥克‧阿契便著手研究從中抽取DNA使袋狼復活的可能性，2000年5月13日又在其他博物館發現了六個類似的標本，這使得與其相關的基因庫更為完整。麥克‧阿契表示，期望袋狼將在五十年內透過複製科技重現於世，並指出如今在博物館中的袋狼樣本可以用來提取可用的DNA，得到這些DNA片段的序列僅僅是第一步，下一步是要將DNA片段列拼起來取得完整的基因組，這是一項複雜而具有挑戰性的工作。如果袋狼的整個基因組序列被測定，可藉由修改近親物種的基因以創造袋狼幹細胞，並植入到袋狼的近親袋獾（Tasmanian devil）的去核卵細胞中，然後再植入袋獾的子宮中進行發育，順利的話就能誕生一隻袋狼。

## 搜寻和灭绝后的目击
1936年後不断传出有酷似袋狼的动物在新几内亚袭击家畜的消息，也有許多目擊者聲稱他們看到袋狼，但卻沒有鐵證可以證明袋狼確實仍存於世。
1964年，目击者Rilla Martin拍下一张据信为袋狼的照片，但许多学者质疑照片的真实性。

在1967年至1973年间，动物学家杰里米·格里菲斯 (Jeremy Griffith) 和奶农詹姆斯·马利 (James Malley) 进行了被认为是有史以来最深入的袋狼搜索。他们沿着塔斯马尼亚西海岸进行了详尽的搜索调查，并安装了大量自动摄像站，同时及时的调查了报告的目击事件。他们还在1972年与鲍勃·布朗博士一起成立了袋狼远征研究队，但最终没有找到任何袋狼存在的证据。

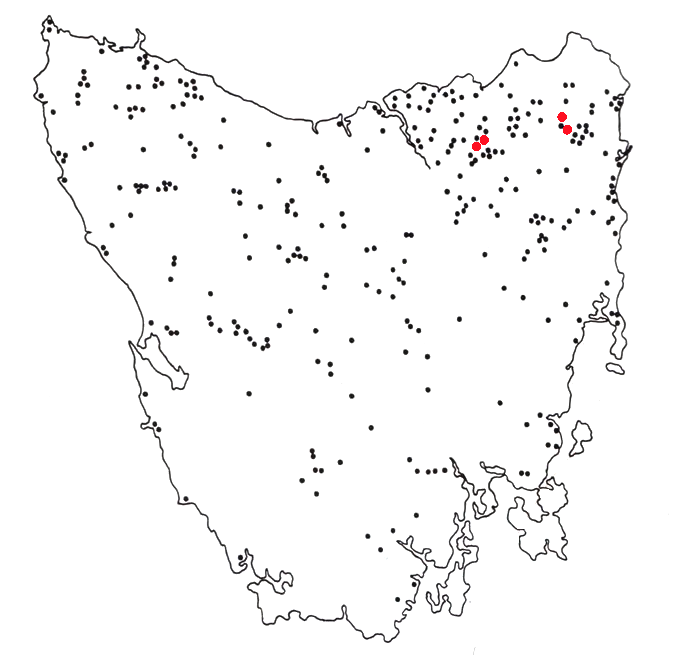
地图显示了1936年至1980年间塔斯马尼亚袋狼目击报告发生的地点。黑点代表1次目击事件报告，红点代表5次目击事件报告。

西澳大利亚自然保护和土地管理部记录了1936年至1998年间西澳的203份袋狼目击报告。在大陆，维多利亚州南部最常发生目击报告。
根据塔斯马尼亚自然资源与环境部的数据，2016年至2019年间共有8起未经证实的袋狼目击报告，最近一次未经证实的目击事件发生在 2018年2月25日。
自袋狼消失并灭绝以来，猜测和寻找该物种活体已成为一些神秘动物学亚文化群体成员感兴趣的话题。寻找袋狼已经随着大量在很大程度上可疑的目击报告成为了许多书籍和文章的主题。
布鲁克等人于2023年发表了一项研究，整理了20世纪塔斯马尼亚许多声称目击袋狼的事件。与袋狼在20世纪30年代就已灭绝的观点相反， 他们认为塔斯马尼亚袋狼实际上可能在整个20世纪都存在，绝灭窗口期就在20世纪80年代到现在之间，灭绝时间可能在20世纪90年代末到21世纪初之间。
1983年，美国媒体大亨特德·特纳宣布悬赏10万美元，征集袋狼仍存在的证据。2005年3月，作为成立125周年庆典的一部分，澳大利亚新闻杂志《公报》宣布限时悬赏125万美元征集安全捕获活体袋狼的人。 但直到同年6月底征集截止，没有人能提供任何证据证明袋狼依然存在。随后，塔斯马尼亚斯图尔特·马尔科姆 (Stewart Malcolm) 旅行社又宣布了一个175万美元的悬赏。
2012年在澳大利亚西部发现数具无头袋鼠尸体，唯一能造成这种伤口的捕食者就是袋狼（袋狼的嘴部可张开至90度，用以咬碎猎物头骨），此外还有人拍到一段远距离影像，影像中的动物有条纹，且移动方式不同于任何现存物种但与袋狼一致。（参考自然界怪奇事件录）

## 文化

### 官方使用
袋狼是澳洲塔斯馬尼亞州的象徵，其州徽上的兩隻動物就是袋狼。塔斯马尼亚大学的礼仪权杖使用了袋狼图案，塔斯马尼亚的车牌上也印有袋狼。
袋狼曾出现在澳大利亚、赤道几内亚、密克罗尼西亚的邮票上。
自1996年以来， 9月7日（1936年最后一只已知袋狼死亡的日期）被澳大利亚定为国家濒危物种日。

### 在流行文化中

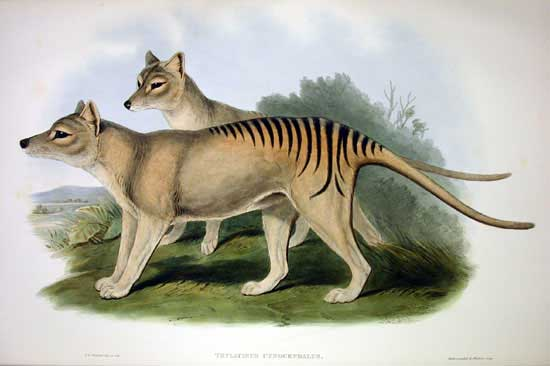
《澳大利亚的哺乳动物》中约翰·古尔德绘制的的平版画

袋狼（Thylacine）已经成为澳大利亚的文化象征。 最著名的袋狼插图来自约翰·古尔德（John Gould）所著的《澳大利亚的哺乳动物》（1845-1863），自出版以来经常被复制，成为最常见的袋狼图像之一， 并且在1987年被卡斯卡德啤酒厂（Cascade Brewery）用作其商标标签，进一步提升了其曝光率。塔斯马尼亚政府于1934年发布了该图像的单色复刻版，作家路易莎·安妮·梅瑞迪思（Louisa Anne Meredith）在她的《塔斯马尼亚的朋友与敌人》（Tasmanian Friends and Foes, 1881）中也复制了该插图。袋狼也是塔斯马尼亚板球队的吉祥物。
在电子游戏中，挥舞回旋镖的泰·塔斯马尼亚虎（Ty the Tasmanian Tiger）在2000年代是他自己的三部曲的主角。在受欢迎的电子游戏《古惑狼》（Crash Bandicoot）系列中，反派角色小虎（Tiny Tiger）是一只变异的袋狼。 在《无畏契约》（Valorant）中，特工Skye可以召唤一只袋狼来侦察敌人和清理炸弹安放点。
袋狼还出现在电影和电视中。1990年代早期的动画片《塔斯马尼亚》（Taz-Mania）中，角色温德尔 T. 狼（Wendell T. Wolf）是最后幸存的塔斯马尼亚狼。2011年澳大利亚剧情片《猎人》（The Hunter）改编自1999年同名小说，主演是威廉·达福（Willem Dafoe），他饰演一名受雇追踪袋狼的猎人。在2021年的电影《灭绝》（Extinct）中，一只名叫伯尼（Burnie）的袋狼和一群其他已灭绝动物一起帮助电影的主角穿越时间，拯救他们的物种免于灭绝。在2022年的科幻剧《未来罪行》（The Peripheral）中，袋狼通过DNA提取技术重现于世。

### 在原住民传统中
在澳大利亚北部，尤其是金伯利（Kimberley）地区的岩石艺术中，可以看到类似袋狼的动物形象。
记载的多个塔斯马尼亚原住民对袋狼的称呼包括：coorinna、kanunnah、cab-berr-one-nen-er、loarinna、laoonana、can-nen-ner和lagunta等。 
在Palawa kani语言中，袋狼被称为kaparunina。
根据纽农尼人（Nuenonne）的一则神话，由杰克逊·科顿（Jackson Cotton）记录，讲述了一只袋狼幼崽救下了灵魂男孩帕拉纳（Palana），使他免遭巨型袋鼠的攻击。帕拉纳用赭石在幼崽的背上作了记号，表彰它的勇敢，这便是袋狼背上条纹的由来。还创造了一个星座，名为“Wurrawana Corinna”（被认为位于或接近双子座），以纪念这一神话中的勇敢行为。
早期的欧洲记录显示，原住民相信如果袋狼的尸体暴露在地面而没有被遮盖，便会引发恶劣天气。

## 外部連結
维基共享资源上的相關多媒體資源：袋狼